# Anna Wajcowicz
Anna Wajcowicz ps. „Hanka Kołczanka” (ur. 5 lipca 1924 w Śmiłowicach, zm. 1 sierpnia 1944 w Warszawie) – uczestniczka powstania warszawskiego, łączniczka, sanitariuszka. Córka Tadeusza i Natalii z domu Gajkiewicz.
Przed wojną harcerka we Włocławku. Do 1939 r. ukończyła dwie klasy Gimnazjum im. Marii Konopnickiej. Ucząc się w gimnazjum, prowadziła drużynę harcerek przy Szkole Powszechnej Nr 6 we Włocławku. Od września 1939 r. w Pogotowiu Harcerek. Od maja 1940 r. czynna również w  Kujawskim Związku Polityczno-Literackim „Zew”. W 1940 r. wraz z ojcem przedostała się przez zieloną granicę do Warszawy. Tu uczęszczała do Państwowego Gimnazjum i Liceum Żeńskiego im. Narcyzy Żmichowskiej, uzyskując maturę na tajnych kompletach w 1944 r.  W czasie okupacji została studentką Wydziału Architektury tajnej Politechniki Warszawskiej. Jednocześnie w roku 1942 wstąpiła do polskiego ruchu oporu. W 1943 r. brała udział w akcji „Tłuszcz-Urle” (podobnie jak K. K. Baczyński). W 1944 r. uczestniczyła w konspiracyjnym szkoleniu „Par II”.

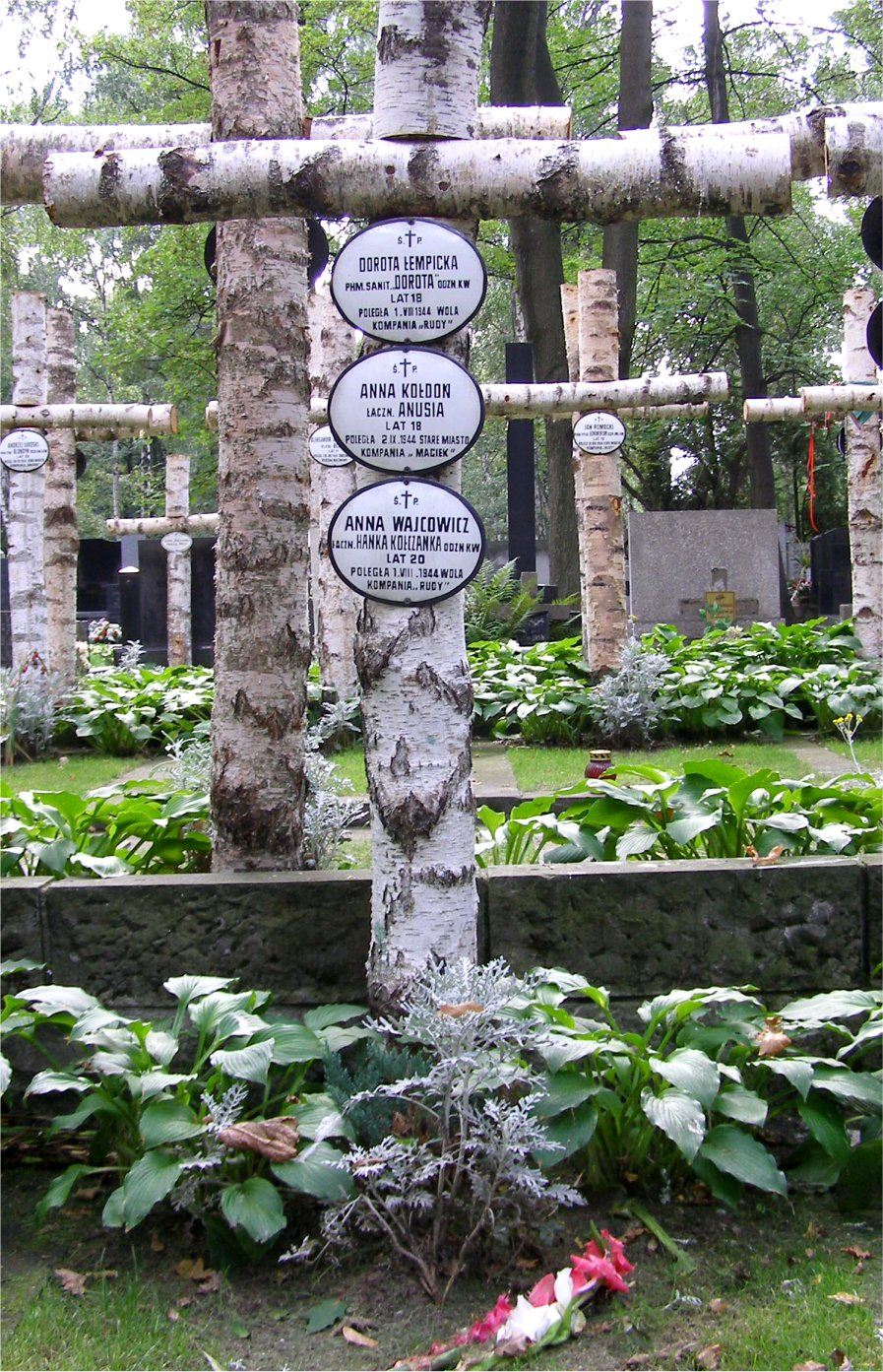
Grób na Powązkach Wojskowych

Podczas powstania warszawskiego pełniła funkcję łączniczki w II plutonie „Alek” 2. kompanii „Rudy” batalionu „Zośka”. Poległa 1 sierpnia w rejonie ul. Józefa Mireckiego na Woli. Odznaczona Krzyżem Walecznych. Pochowana wraz z sanitariuszkami: Dorotą Łempicką i Anną Kołdoń na Powązkach Wojskowych w kwaterach żołnierzy i sanitariuszek batalionu „Zośka” (kwatera A20-3-21).
Siostra Andrzeja „Bacy” Wajcowicza (ur. 22 czerwca 1926), również powstańca w 2. kompanii „Rudy”.